# Yasodhara (Zeitschrift)
Yasodhara ist eine Vierteljahrszeitschrift in englischer Sprache herausgegeben in Thailand von Dhammananda Bhikkhuni. Der Untertitel „Newsletter on International Buddhist Women’s Activities“ beschreibt die Absicht der Berichterstattung über Aktivitäten von buddhistischen Frauen. Unterstützung für die Anliegen der Bhikkhuni Sangha in möglichst vielen Ländern der Welt, wird als Kernbereich definiert. Neben Artikeln von Autorinnen aus unterschiedlichen Ländern gibt es jeweils ein Editorial der Äbtissin des Wat Songdhammakalyani und Berichte über Thailands einziges Bhikkhuni-Kloster sowie Gedichte und sonstige Beiträge von Dhammananda Bhikkhuni.
Die Zeitschrift, die ihren Titel vom Namen der Prinzessin Yasodhara – der Gattin des Siddhartha Gautama – bezieht, erscheint seit 1984.

## Redaktion
- Ven. Dr. Chatsumarn Kabilsingh
- Ven. Dhammavanna
- Ms. Pathumma Ploiramya